# Albano (nombre)
Albano es un nombre de pila masculino de origen latino en su variante en español. Deriva del latín Albanus, gentilicio de una de las ciudades llamadas "Alba" (Alba Longa, Alba Fucentia, Alba Pompeia).

## Santoral
22 de junio: San Albano de Verulam, mártir en Inglaterra en el 303.

## Variantes
- Femenino: Albana.

### Variantes en otros idiomas
| Variantes en otras lenguas | Variantes en otras lenguas |
| -------------------------- | -------------------------- |
| Español                    | Albano                     |
| Alemán                     | Alban                      |
| Aragonés                   | Albán                      |
| Asturiano                  | Albanu                     |
| Catalán                    | Albà                       |
| Checo                      | Albán                      |
| Corso                      | Albanu                     |
| Danés                      | Alban                      |
| Euskera                    | Alban                      |
| Esperanto                  | Albano                     |
| Finlandés                  | Alban                      |
| Francés                    | Alban                      |
| Gallego                    | Albano                     |
| Holandés                   | Alban                      |
| Inglés                     | Alban                      |
| Italiano                   | Albano                     |
| Latín                      | Albanus                    |
| Noruego                    | Alban                      |
| Polaco                     | Alban                      |
| Portugués                  | Albano                     |
| Rumano                     | Alban                      |
| Ruso                       | Альбан (Al'ban)            |
| Siciliano                  | Arbanu                     |
| Sueco                      | Alban                      |